# Charsianon
Charsianon  (in greco Χαρσιανόν?) fu uno dei themata dell'Impero bizantino. Questo thema era ubicato in Cappadocia.

## Storia
La fortezza di Charsianon (in greco: Χαρσιανόν κάστρον, Charsianon kastron; in arabo: Qal'e-i Ḥarsanōs) viene menzionata per la prima volta nel 638, durante la prima ondata delle conquiste islamiche, e si narra che fosse stata così nominata in onore di un generale di Giustiniano I di nome Charsios. La fortezza è ora identificata con le rovine di Muşali Kale nel Distretto di Akdağmadeni
nella Provincia di Yozgat.
Gli Arabi la espugnarono per la prima volta nel 730, e rimase una fortezza a lungo contesa tra le due potenze nel secolo successivo di guerre tra Bizantini e Arabi. Nel corso dell'VIII secolo, apparteneva al thema di Armeniakon ed era la sede di un distretto militare e territoriale (tourma).
All'inizio del IX secolo, la fortezza divenne il centro di una kleisoura, un distretto di frontiera fortificato amministrato separatamente. Nel periodo tra l'863 e l'873 fu promosso a thema vero e proprio, ricevendo ulteriori territori fino a quel momento sotto la giurisdizione dei limitrofi themata dei Bucellari, Armeniaci e Cappadoci. Era un thema di media importanza, con il suo strategos (governatore militare) che riceveva uno stipendio annuale di 20 libbre d'oro e inoltre comandava, secondo fonti arabe, 4 000 soldati e quattro fortezze.
Nel X secolo, il thema di Charsianon divenne una importante fortezza dell'aristocrazia terriera militare, con le grandi famiglie degli Argiro e Maleinos che avevano ivi le proprie dimore e proprietà terriere. Dopo il 1045, vi furono insediati un ingente numero di Armeni, compreso il loro ex re Gagik II (r. 1042–1045), comportando ad attriti con i Greci locali. Il thema cadde, conquistato dai Selgiuchidi, in seguito alla Battaglia di Manzikert del 1071 e assegnato ai Danishmendidi. Gagik II è attestato come l'ultimo doux di Charsianon nel 1072–1073.